# خفاش حدوة الحصان الوسطي
خفاش حدوة الحصان الوسطي (الاسم العلمي:  Rhinolophus affinis) هو نوع من أنواع الخفافيش التي تنتمي لفصيلة خفافيش حدوة الحصان المنتشرة في معظم أنحاء ومناطق جنوب آسيا، وفي مناطق جنوب ووسط الصين، وجنوب شرق آسيا أيضا. تم إدراج حالة الحفظ الخاصة لهذا النوع من الخفافيش من قبل الاتحاد الدولي لحفظ الطبيعة على أنها غير مهددة؛ أي أن هذا النوع من الخفافيش غير مهدد بخطر الانقراض، وذلك لأنه يعتبر شائع الوجود في نطاق ومدى تواجده، ولا يوجد أي تهديدات رئيسية معروفة من الممكن أن تؤدي إلى مواجهة هذا النوع من الخفافيش خطر التهديد بالانقراض.

## أنواع فرعية
تم وصف خفاش حدوة الحصان الوسطي كنوع جديد من الخفافيش في عام 1823 من قبل عالم الطبيعة توماس هورسفيلد. تم القبض على النموذج النوعي لهذه الخفافيش على الجزيرة الإندونيسية جاوة.
يوجد تسعة أنواع فرعية من خفاش حدوة الحصان الوسطي (الاسم العلمي:  Rhinolophus affinis) :
- R. a. affinis
- R. a. andamanensis
- R. a. hainanus
- R. a. himalayanus
- R. a. macrurus
- R. a. nesites
- R. a. princes
- R. a. superans
- R. a. tener

عبر نطاق مدى تواجدها، تختلف هذه الأنواع الفرعية عن بعضها البعض فيما يتعلق بميزات تحديد الموقع بالصدى، مما يشير إلى أن هذه
الأصنوفة من الخفافيش قد تمثل مجمع أنواع متقاربة من بعضها البعض.

## الوصف
الطول الكلي لخفاش حدوة الحصان الوسطي هو ما بين 58 - 63 مم (2.3 - 2.5 بوصة)، وطول ساعديه هو ما بين 46 - 56 مم (1.8 - 2.2 بوصة). يبلغ وزن أفراد هذا النوع من الخفافيش ما بين 12 - 15 غرام (0.42 - 0.53 أونصة) تقريبا.

## موائله وتوزيعه
يتواجد نوع خفاش حدوة الحصان الوسطي في بنغلاديش، وبوتان، وبروناي، والصين، والهند، وإندونيسيا، وماليزيا، وميانمار، ونيبال، وتايلاند وفيتنام.

## روابط خارجية
- التسجيلات الصوتية للRhinolophus affinis على BioAcoustica